# Блек-Ерт (містечко, Вісконсин)
Блек-Ерт (англ. Black Earth) — місто (англ. town) в США, в окрузі Дейн штату Вісконсин. Населення — 510 осіб (2020).

## Демографія
Згідно з переписом 2010 року, у місті мешкали 483 особи в 189 домогосподарствах у складі 144 родин. Було 205 помешкань
Расовий склад населення:
| - 99,0 % — білих - 0,2 % — азіатів |

До двох чи більше рас належало 0,6 %. Частка іспаномовних становила 1,7 % від усіх жителів.
За віковим діапазоном населення розподілялося таким чином: 22,6 % — особи молодші 18 років, 61,3 % — особи у віці 18—64 років, 16,1 % — особи у віці 65 років та старші. Медіана віку мешканця становила 44,6 року. На 100 осіб жіночої статі у місті припадало 109,1 чоловіків;  на 100 жінок у віці від 18 років та старших — 110,1 чоловіків також старших 18 років.
Середній дохід на одне домашнє господарство  становив 111 985 доларів США (медіана — 101 250), а середній дохід на одну сім'ю — 120 852 долари (медіана — 108 542). Медіана доходів становила 74 167 доларів для чоловіків та 52 750 доларів для жінок. За межею бідності перебувало 2,7 % осіб, у тому числі 1,1 % дітей у віці до 18 років та 3,0 % осіб у віці 65 років та старших.
Цивільне працевлаштоване населення становило 273 особи. Основні галузі зайнятості: освіта, охорона здоров'я та соціальна допомога — 16,5 %, виробництво — 13,6 %, науковці, спеціалісти, менеджери — 12,8 %.